# Al-Hurr ibn Abd-ar-Rahman ath-Thaqafí
Al-Hurr ibn Abd-ar-Rahman ath-Thaqafí (àrab: الحر بن عبد الرحمن الثقفي, al-Ḥurr ibn ʿAbd ar-Raḥmān aṯ-Ṯaqafī), conegut a les cròniques llatines com Alaor, fou valí de l'Àndalus (716-719). Era nebot de Mussa ibn Nussayr i del partit qaisita, enemic del partit iemenita.
El valí d'Ifríqiya, Muhàmmad ibn Yazid al-Quraixí, el va nomenar el 716 valí de l'Àndalus, on es va dirigir acompanyat per 400 notables ifriqís, els primers d'aquesta regió que es van instal·lar a la península Ibèrica. Va fixar la capital a Còrdova, condició que ja no perdria fins a la desaparició del califat cordovès.
A la primavera del 717 va iniciar la campanya anyal, marxant contra la Tarraconense oriental, on alguns magnats gots es van sotmetre ràpidament. Llavors va remuntar l'Ebre i va sotmetre diverses ciutats, entre elles Pamplona.
Sembla que el 718 va tornar a marxar contra els gots de la Tarraconense i l'historiador al-Maqqarí narra que al-Hurr va conquerir Bàrcino i que també va ser ell qui va atacar i destruir Tàrraco, cosa que va obligar a fugir-ne el bisbe Pròsper de Tarragona i els seus companys més pròxims cap a Itàlia (tanmateix, sembla que els historiadors moderns s'inclinen més per atribuir aquest episodi a la campanya de Mussa ibn Nussayr de l'any 713). Fos com fos, els magnats gots lleials al rei got Ardó fugiren cap a Septimània o cap a Ifranj, nom que els àrabs donaven al regne dels Francs, on foren coneguts com els hispani, que després tindran un gran paper en l'establiment del domini franc a les seves regions d'origen al sud dels Pirineus.
A la primavera del 719 al-Hurr va ser substituït per as-Samh al-Khawlaní, enviat directament pel califa Sulayman ibn Abd-al-Màlik.